# Bob Pridden
Bob Pridden (* 1946 in Ickenham, London) ist ein britischer Toningenieur. Seit über 40 Jahren arbeitet er mit der britischen Rockband The Who und anderen Rockmusikern zusammen. Bob Pridden ist verheiratet mit Lady Maria Noel, der Tochter des fünften Earl of Gainsborough. Pate seines Sohnes Benedict ist Who-Gitarrist Pete Townshend.
Pridden arbeitet seit dem Monterey Pop Festival 1967 mit den Who zusammen. Unter anderem war er Tontechniker bei den Auftritten der Band in Woodstock 1969 und bei Live Aid 1985, wo er auch für David Bowie und Paul McCartney am Mischpult saß. Weiter hat er an zahlreichen Alben der Who und an Soloprojekten ihrer Mitglieder mitgearbeitet.
Die Entwicklung des Bühnenmonitors in den späten 1960er Jahren wird mit Pridden in Verbindung gebracht. Pridden hat erstmals sogenannte Keil-Monitore verwendet, die auf der Bühne direkt vor dem jeweiligen Musiker stehen. So kann für jeden der Sound individuell gemischt werden, was vorher nicht möglich war.
Pridden hat 2001 das Album Substitute – The Songs of The Who zusammengestellt. Hier sind Who-Coverversionen britischer und amerikanischer Bands zu hören.